# Надмарионета
Надмарионета је позоришни термин који је креирао енглески позоришни стваралац Едвард Гордон Крег.
Односи се на глумца који би током изведбе требао да буде надмарионета. Према Крегу, глумац мора да буде толико умешан да може извести сваки задатак који пред њега постави редитељ, као и лутка односно марионета. Будући да глумац поседује и разум, он је више од марионете - надмарионета.
Крег је своје становише дефинисао мишљу Ако треба да полети, да то и у чини.